# Funiculars i telefèrics de Catalunya

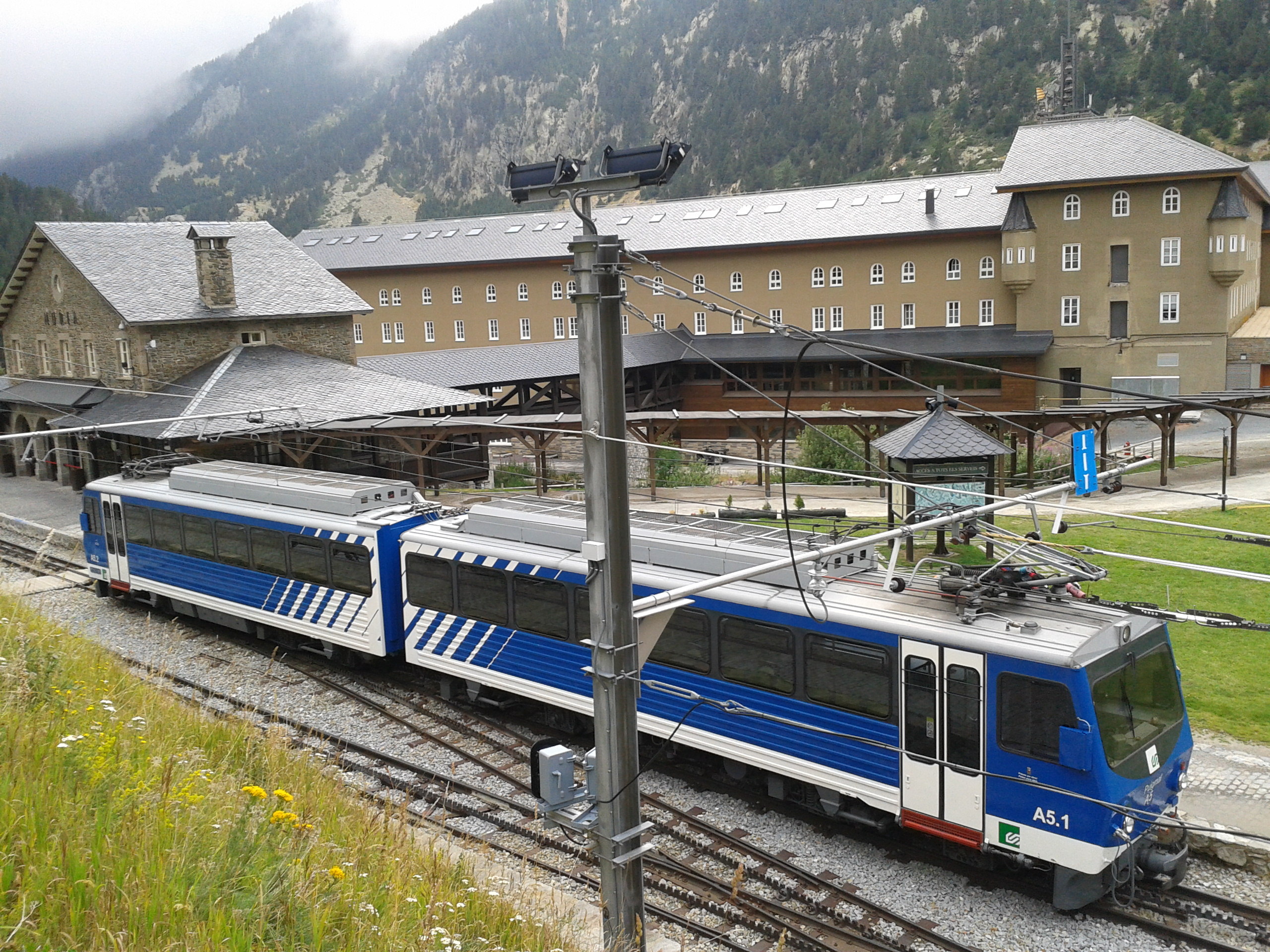
Cremallera de Núria

Funicular de Sant Joan

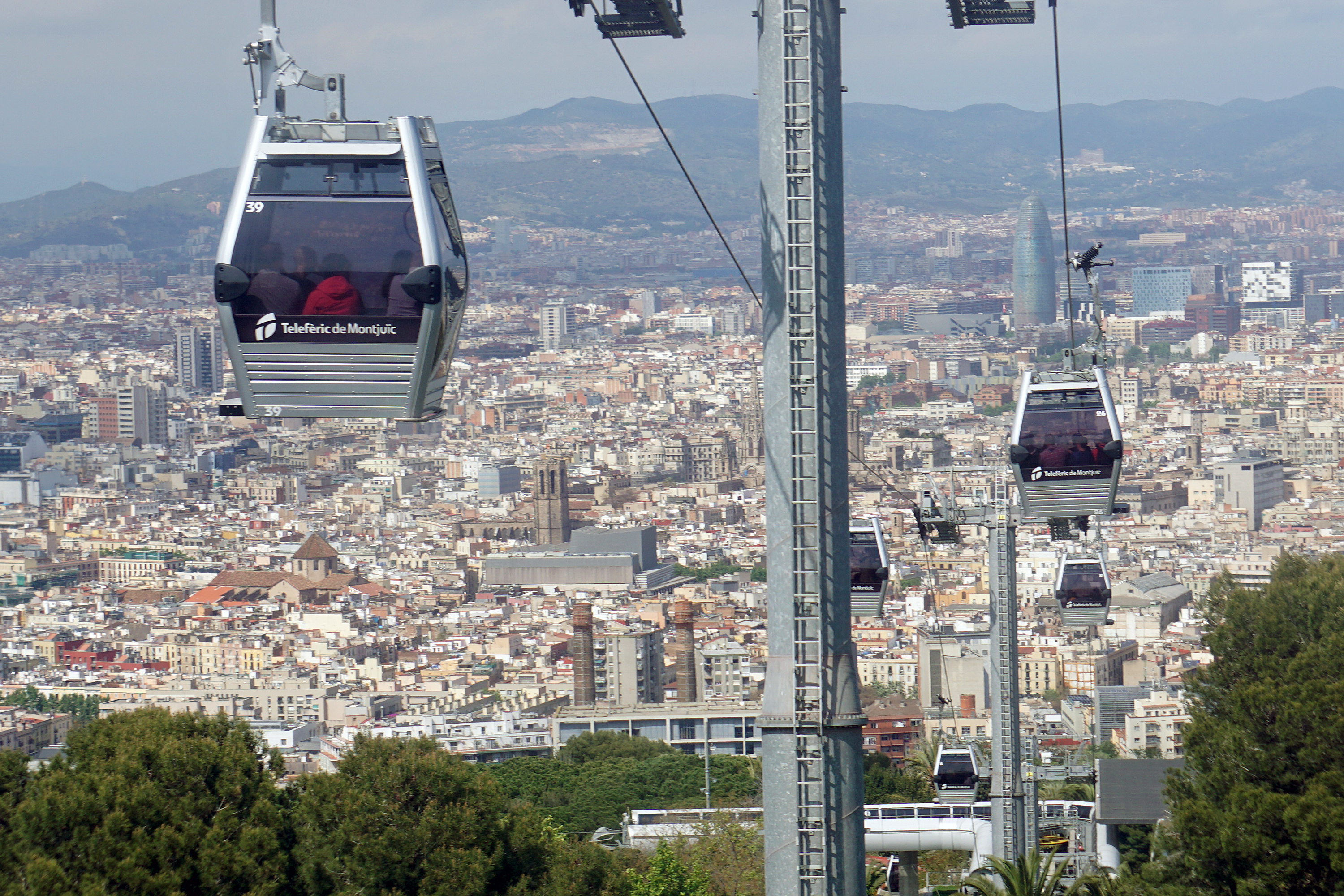
Telefèric de Montjuïc

Els trens cremallera, funiculars i telefèrics de Catalunya es troben en tres de les quatre províncies de Catalunya. Hi ha un total de 20 funiculars, telefèrics, aeris, cremalleres, ascensors inclinats i telecabines, sense incloure els telecabines de pistes d'esquí:
- Trens cremallera:
  - Ferrocarrils de la Generalitat de Catalunya
    -  Cremallera de Montserrat
    -  Cremallera de Núria
- Funiculars:
  - Ferrocarrils de la Generalitat de Catalunya
    -  Funicular de Gelida
    -  Funicular de Vallvidrera
    -  Funicular de la Santa Cova
    -  Funicular de Sant Joan

  - Transports Metropolitans de Barcelona
    -  Funicular de Montjuïc

  - Tibidabo
    -  Funicular del Tibidabo
- Telefèrics:
  - Ferrocarrils de la Generalitat de Catalunya
    -  Aeri de Montserrat, Montserrat
    -  Telecabina de la Coma del Clot, Vall de Núria
    -  Telefèric d'Olesa a Esparreguera, Esparreguera
    -  Telecabina de la Molina - Alp 2500, La Molina

  - Transports Metropolitans de Barcelona
    -  Telefèric del Port
    -  Telefèric de Montjuïc

  - La Vall Fosca
    -  Telefèric de l'Estany Gento

  - Baqueira-Beret
    -  Telecabina de Baquèira
- Ascensors:
  - Transports Metropolitans de Barcelona
    - Ascensor inclinat de Ciutat Meridiana

  - Altres operadors
    - Ascensor inclinat de Queralt
    - Ascensor inclinat de Puigcerdà
    - Ascensor inclinat de Cala Giverola